# Blepharucha zaide
Blepharucha zaide är en fjärilsart som beskrevs av Stoll 1790. Blepharucha zaide ingår i släktet Blepharucha och familjen Crambidae. Inga underarter finns listade i Catalogue of Life.

## Bildgalleri

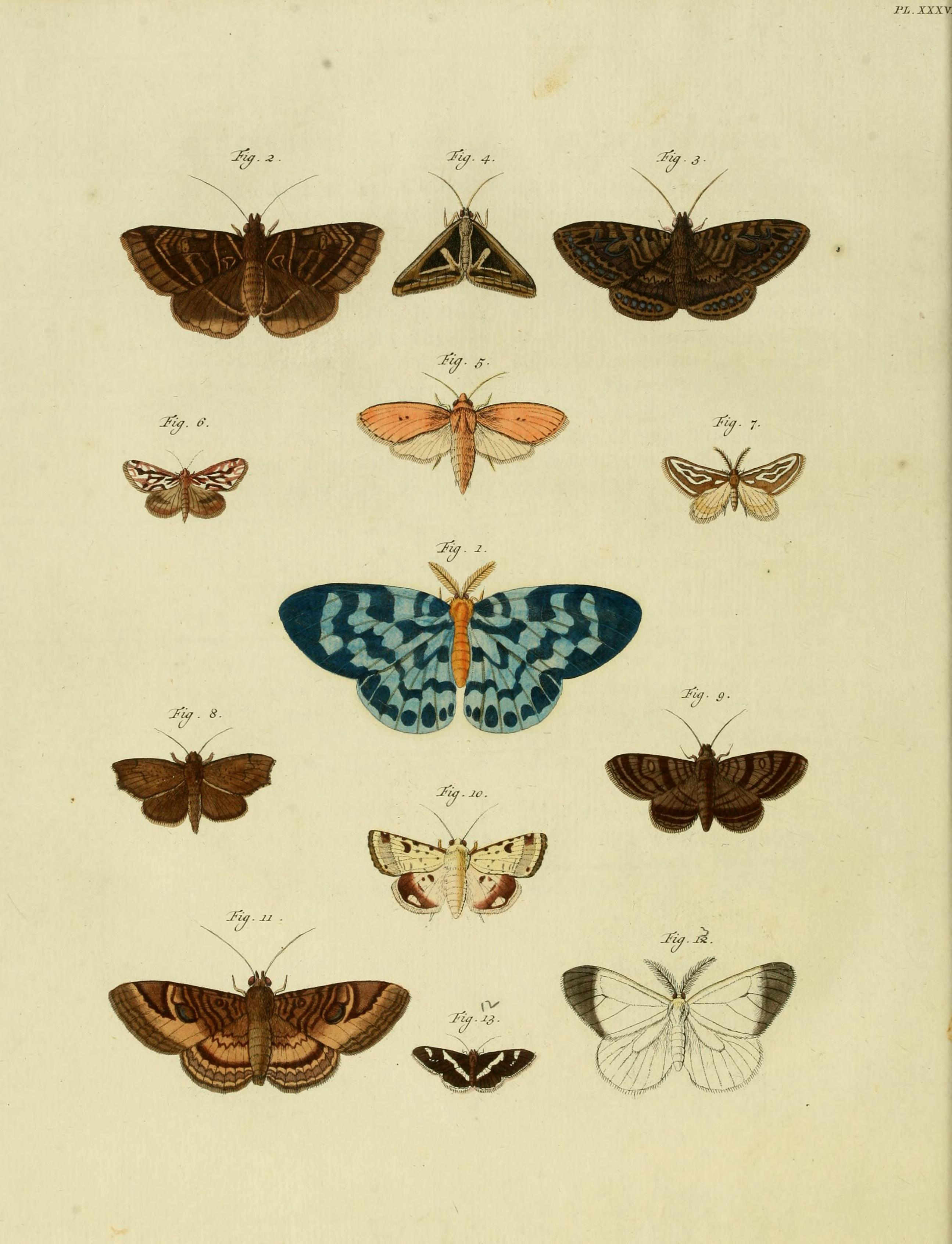